# Tos (banda)
Tos fue un grupo de música pop español creado en 1978 en Madrid por el batería y cantante José Enrique Cano (Canito), y los tres hermanos Urquijo: Javier (guitarra solista), Enrique (voz y bajo) y Álvaro (guitarra).
Sus primeras grabaciones datan de 1979 e incluyen piezas como Snoopy y Olga, Por ti, Máquinas, No llores (versión de Don't cry no tears, de Neil Young) y Sobre un vidrio mojado (revisión del tema del grupo uruguayo Kano y Los Bulldogs), así como las primeras formas de una de las canciones más señeras de la década de los ochenta, Déjame.
A medida que fueron dando conciertos (en institutos o colegios mayores) y sus temas iban siendo retransmitidos por radio (por mediación de Julio Ruiz en Disco Grande, entonces en Popular FM, que estrenó su primera maqueta y Gonzalo Garrido y Jesús Ordovás, en Onda 2, cadena antecesora de Radio 3), Tos, agrupación influida en sus orígenes por la música de conjuntos estadounidenses tales como The Byrds o Crosby, Still, Nash & Young, empezó a ser más conocida y los críticos y el público (que se veía seducido por una temática juvenil cercana y unas letras carentes de retórica) le auguraron un esperanzador futuro.
No obstante, la inesperada muerte de su componente Canito, tras un accidente de tráfico en la Nochevieja de 1979, causó la disolución del grupo. Poco tiempo después, tras liderar el conocido como Concierto homenaje a Canito, el 9 de febrero de 1980, los hermanos Urquijo refundaron la banda con otro batería, Pedro A. Díaz (que fallecería también en accidente de tráfico cuatro años después), y un nuevo nombre, Los Secretos.
El sello de música Dos Rombos editó en los ochenta, a título póstumo, un EP de Tos que recogía cuatro temas incluidos en su maqueta de 1979. Tos fue también uno de los grupos incluidos en el álbum recopilatorio, Maquetas, publicado por el sello MR.